# Canthidium inerme
Canthidium inerme är en skalbaggsart som beskrevs av Edgar von Harold 1867. Canthidium inerme ingår i släktet Canthidium och familjen bladhorningar. Inga underarter finns listade.